# FinCEN Files
FinCEN Files (en español: Archivos FinCEN) es una filtración masiva de documentos de la FinCEN, la agencia estadounidense para el combate del lavado de dinero, el financiamiento del terrorismo, la evasión de sanciones económicas y otros delitos financieros. Los archivos se filtraron confidencialmente en septiembre de 2020 al portal de noticias BuzzFeed,  que lo envió al Consorcio Internacional de Periodistas de Investigación, donde fue analizado por 400 periodistas de 108 medios de comunicación de 88 países del mundo. Los bancos implicados habrían facilitado el lavado de dinero de
clientes vinculados a la mafia, el narcotráfico y la corrupción 
Política mediante la cual realizaron transferencias por valor de miles de millones.

## Principales hallazgos

Gráfico con la información clave del caso FinCEN Files

En los más de 2600 «Informe de Actividad Sospechosa» (SAR) de la FinCEN sobre 200 000 transacciones dudosas, se aprecia que bancos de todo el mundo han realizado negocios con clientes de alto riesgo durante años, eludiendo las precauciones contra el lavado de dinero, y por lo tanto, facilitando la corrupción y la delincuencia. Las transacciones detectadas superarían los US$ 2 billones de dólares estadounidenses. Algunos analistas concluyen que el filtraje demuestra lo fácil que es para los lavadores de dinero, los cárteles de la droga o los políticos corruptos acceder al mercado financiero internacional. 
A pesar de las normativas contra el blanqueo de capitales, los bancos internacionales aceptaron como clientes a personas sospechadas de sanciones económicas, y realizaron transferencias de mucho valor.
Asimismo, se aprecia que las entidades informaron a la FinCEN estos procesos sospechosos con mucha vacilación, y en algunos casos, con años de retraso.

## Bancos y entidades involucradas
Los FinCEN Files mencionan a los bancos y entidades financieras involucrados en maniobras de diversa naturaleza, registradas por los reportes SAR, operaciones que son analizadas en cada país por los medios del Consorcio Internacional de Periodistas de Investigación (ICIJ).

### Lista de bancos con mayor número de reportes
El ICIJ enumera los principales bancos que mayores reportes sospechosos han generado.
| Banco                        | Número de reportes |
| ---------------------------- | ------------------ |
| Deutsche Bank                | 982                |
| The Bank of New York Mellon  | 325                |
| Standard Chartered           | 232                |
| JPMorgan                     | 107                |
| Barclays                     | 104                |
| HSBC                         | 73                 |
| Bank of America              | 35                 |
| China Investment Corporation | 35                 |
| Wells Fargo                  | 21                 |
| Citigroup                    | 18                 |

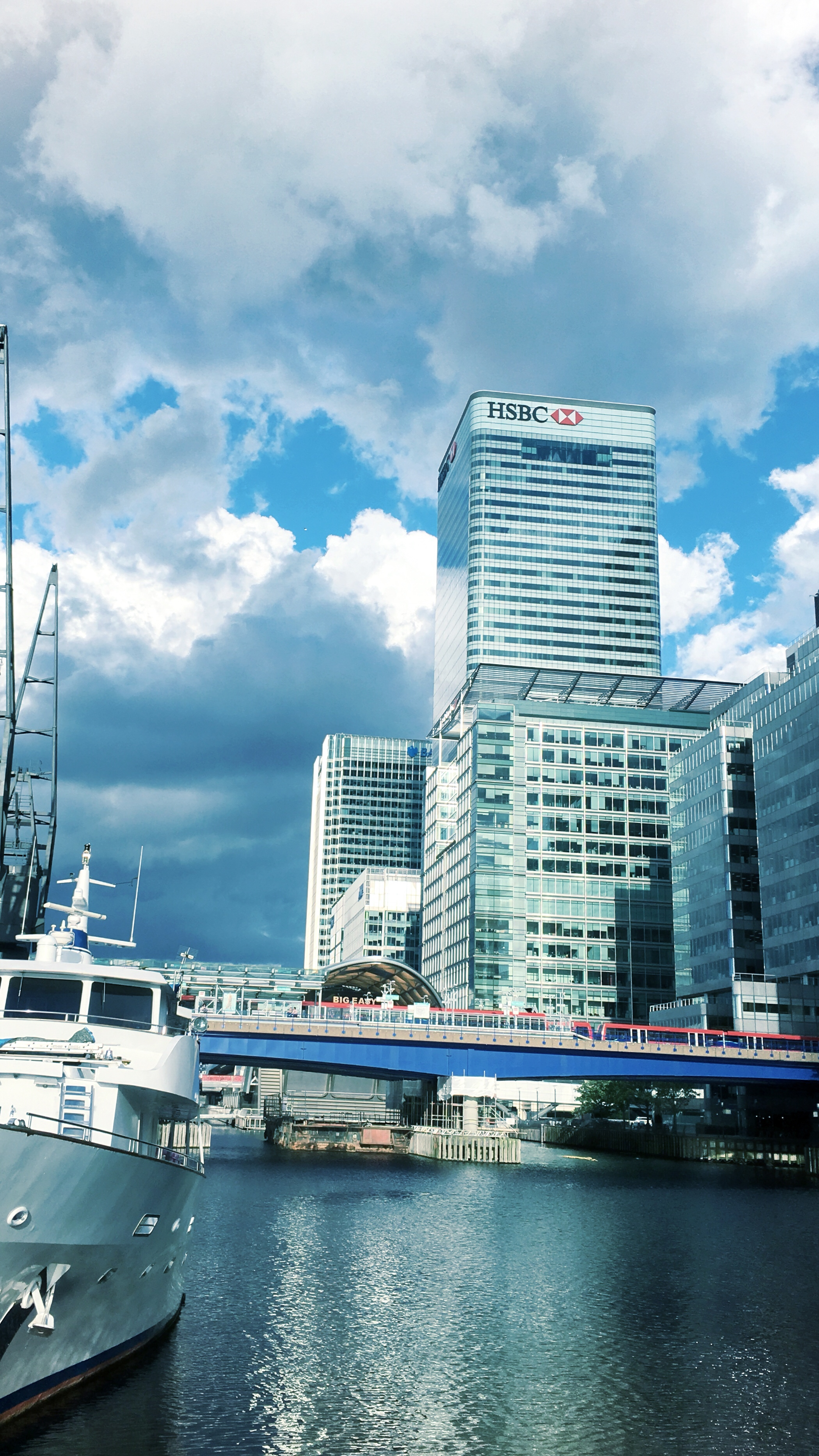
Oficinas principales de HSBC en el distrito de Canary Wharf, Londres

- Otros bancos comprometidos: American Express, Bank of China, China Investment Corporation, Commerzbank, Danske Bank, First Republic Bank, Société Générale, Banco Ruso de Desarrollo, Banco General (Panamá)  y Wells Fargo.[10]

## Análisis de los medios
Un informe de la BBC sugiere que los FinCEN Files revelan que el banco HSBC del Reino Unido estuvo involucrado en numerosas transferencias de dinero ilegales. En ese momento, HSBC estaba sujeto a un acuerdo de enjuiciamiento diferido por el lavado de US$ 881 millones, a favor de los cárteles de Sinaloa y Norte del Valle. Los archivos también describen cómo Barclays Bank blanqueó dinero en nombre de Arkady Rotenberg, un colaborador cercano de Vladímir Putin, quien está bajo sanciones por su participación en la crisis de Ucrania. La BBC señala además que el Reino Unido es considerado una «jurisdicción de mayor riesgo», debido al alto número de empresas del país que aparecen en los reportes SAR (es el país con más denuncias). BuzzFeed también informó que los archivos revelaron que Deutsche Bank era una fuente importante de lavado de dinero del crimen organizado, terroristas y narcotraficantes. Por su parte, NBC informó que Corea del Norte llevó a cabo un plan de lavado de dinero en EE. UU. utilizando para ello compañías fantasmas con la ayuda de empresas chinas, para lavar dinero a través de bancos estadounidenses.
Los archivos también revelaron que una empresa consultora del comité de candidaturas olímpicas de Tokio pagó 370 000 dólares al hijo del exmiembro del COI, Lamine Diack. Diack fue encarcelado por corrupción a principios de 2020.
La Gazeta Wyborcza informó que entre 2013 y 2014, el HSBC facilitó la transferencia de US$ 80 millones de dólares de inversionistas al fondo World Capital Market, dentro de un esquema piramidal que el banco conocía en ese momento. La BBC coincide en que el banco HSBC estaba al tanto de esta estafa piramidal.
Entre las personas destacadas en las filtraciones se incluye al exgerente de campaña de Donald Trump, Paul Manafort (involucrado en delitos de fraude), el comerciante de oro iraní-turco Reza Zarrab (involucrado en evasión de las sanciones impuestas por Estados Unidos a Irán) y  Jho Low (empresario fugitivo acusado de estafa y presunto cerebro del fraude 1MDB ).euronews.com. 29 de noviembre de 2017
El banco JP Morgan Chase entre 2010 y 2015, aprobó más de 1.000 millones de dólares en transacciones de una pequeña estructura de Chipre, ABSI, que en realidad servía para blanquear una parte del botín del presunto jefe del crimen organizado ruso Semion Mogilevich, una de las diez personas más buscadas por el FBI.
The Indian Express informó que Jindal Steel and Power fue señalada por Deutsche Bank por lavado de dinero.
Los archivos de la FinCEN también revelaron parte del alcance del lavado de dinero de Enrique Peña Nieto. Los archivos permitieron establecer que Group Grand Limited estaba controlado por Alex Saab y Álvaro Pulido.
El diario La Nación de Buenos Aires analizó documentos que vincularían a Sean Sullivan, a la firma Glencore con Vicentin Paraguay, la subsidiaria de la agroexportadora argentina que fue denunciada en reiterados escritos de la UIF y el Banco Nación ante la Justicia argentina entre otras importantes empresas aparecía Pan American Energy (PAE), la segunda mayor productora de petróleo y gas natural de la Argentina, es una de las grandes empresas argentinas que quedó en la mira del organismo antilavado de Estados Unidos. Controlada por Bridas Corporation de la familia Bulgheroni aportantes electorales a la campaña presidencial de 2019 y British Petroleum. Al mismo tiempo, el medio explicó los vínculos entre Glencore propiedad del grupo Vincentin y diversos reportes generados por Deutsche Bank, en los que aparecería conectada la filial paraguaya de la empresa Vicentin. Por su parte, el diario Perfil describe que Argentina estaría mencionada en 237 documentos.
También los periodistas determinaron vínculos de los reportes FinCEN con sociedades de Marcelo Tinelli y vínculos en la causa por lavado de activos de Helvetic Service Group de dinero producto de la corrupción en Argentina con nexos con el gobierno Venezolano.
La conocida empresa brasileña Odebrecht aparece en 414 operaciones sospechosas, a través del Meinl Bank Antigua Limited del paraíso fiscal de Antigua y Barbuda.
Las filtraciones también han permitido conocer nuevos detalles del llamado Fifagate, pues dentro de los reportes sospechosos, aparecen transferencias y operaciones que involucran a la Federación Mexicana de Fútbol (Femexfut) y la empresa ACHE Entretenimiento S.A. de C.V. con algunos de los implicados en el escándalo.
Durante el cepo cambiario impuesto en Argentina a partir de 2012, FinCEN detectó «cuevas», mesas de dinero y sociedades vehículo, en movimientos de dinero entre ese país y las Islas Caimán.
Sospechas de lavado de dinero también involucran a una compañía israelí de seguridad (Rafael Advanced Defense Systems) cuyos servicios habrían sido contratados por la antigua Policía Federal de México, el partido político PAN y Pemex,  por lo que aparecen involucrados empresarios y funcionarios mexicanos.
De acuerdo a una investigación del portal de noticias Infobae, el empresario argentino israelí Diego «Zev» Marynberg a través de sociedades en Islas Caimán, Anguila, Curazao, entre otras, realizó diversas operaciones sospechosas, incluidas algunas destinadas al pago de sobornos en Ecuador, en nombre de la brasileña Odebrecht. Las operaciones habrían alcanzado los US$ 100 millones de dólares estadounidenses de «dudosa procedencia».
Un empresario argentino, llamado Raúl Isidoro Koler, estuvo bajo el escrutinio de la FinCEN por crearse una nueva identidad israelí para sus negocios con dos sociedades registradas en las Islas Vírgenes Británicas  por el estudio panameño Mossack Fonseca.

## Evasión de las sanciones a Irán
Los SAR, junto con investigaciones adicionales del Proyecto de Informes sobre Crimen Organizado y Corrupción, también brindaron mayores detalles sobre el esquema empleado por Reza Zarrab para evadir las sanciones económicas contra Irán y sus vínculos con el fraude fiscal Magnitsky y otros esquemas rusos de lavado de dinero. El Banco Central de los Emiratos Árabes Unidos no actuó sobre estos reportes SAR.

## Reacciones
BuzzFeed contactó a los bancos mencionados, a fin de obtener una respuesta a las acusaciones, y publicó una respuesta de los bancos ante la filtración masiva. American Express y Bank of China no respondieron y por su parte, Bank of America y First Republic Bank declinaron hacer comentarios. Curiosamente, cuando el grupo mundial de periodistas estaba preparando sus informes sobre los FinCEN Files, la propia FinCEN anunció el 16 de septiembre de 2020 que revisaría sus programas de lavado de dinero.
FinCEN declaró que la filtración podría afectar la seguridad nacional de Estados Unidos, comprometer las investigaciones y amenazar la seguridad de las instituciones y las personas que presentan informes a FinCEN. El consejero principal del Tesoro de FinCEN, Jimmy Kirby, respondió a BuzzFeed condenando la filtración.
Deutsche Bank comentó sobre la investigación de FinCEN, explicando que las transacciones mencionadas en las filtraciones de archivos de FinCEN eran anteriores a 2016, y reconoció «las debilidades pasadas en nuestro entorno de control (...) aprendimos de nuestros errores, abordamos sistemáticamente los problemas e hicimos cambios en nuestro negocio. perímetro, nuestros controles y nuestro personal».

## Impacto
Tras la publicación de los archivos, las acciones del sector bancario en las bolsas internacionales cayeron más de un 8%. Las acciones de HSBC se desplomaron a sus niveles más bajos en 25 años.